# 路易赫豪爾赫豐塔納縣

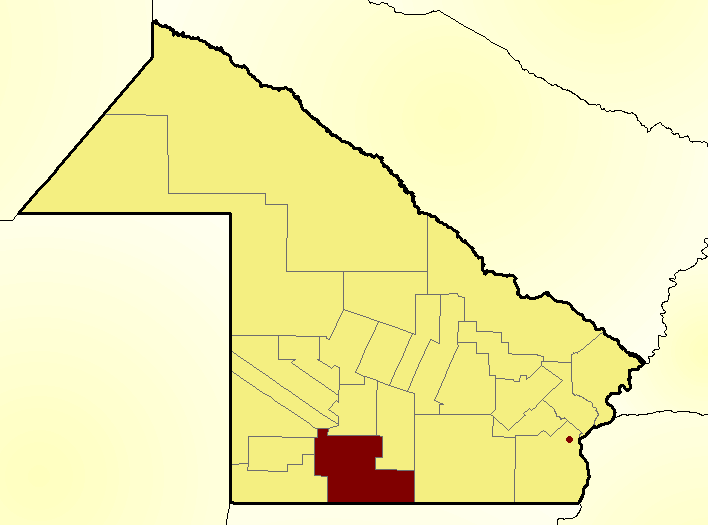

27°35′S 60°43′W / 27.583°S 60.717°W
路易赫豪爾赫豐塔納縣（西班牙語：Departamento Mayor Luis Jorge Fontana），是阿根廷的縣份，位於該國北部查科省，首府設於安赫拉鎮，面積3,708平方公里，2010年人口55,080，人口密度每平方公里14.85人。